# Juli Bas (metge)
Juli Bas (llatí: Julius Bassus) va ser un metge romà del segle i dC, autor de botànica i medicina en grec. També és anomenat Tul·li Bas, però es tracta d'un error. Era amic de Sexti Níger, també metge i escriptor.
Segons Plini, Juli Bas va escriure una obra en grec. Galè va dedicar el llibre De Libris Propriis a cert personatge de nom Bas, però per qüestions cronològiques es tracta d'una altra persona. També en fan referència Dioscòrides Pedaci i Epifani, pels seus escrits sobre botànica. Algunes de les seves fórmules mèdiques van ser recollides i preservades per Aeci, Marcel, Joan Actuari i altres metges.